# جورجیای نو
جورجیای نو (انگلیسی: New Georgia) با مساحت ۲۰۳۷ کیلومتر مربع (۷۸۶ متر مربع)، بزرگترین جزیره در استان غربی (جزایر سلیمان)، جزایر سلیمان است.